# Atyria triradiata
Atyria triradiata är en fjärilsart som beskrevs av Louis Beethoven Prout 1938. Atyria triradiata ingår i släktet Atyria och familjen mätare. Inga underarter finns listade i Catalogue of Life.